# تشارلز إنغلز
تشارلز إنغلز (بالإنجليزية: Charles Ingalls)‏ (10 يناير 1836م - 8 يونيو 1902م) هو والد لورا إنغلز المعرُوفة بكُتبها "Little House"، ويمثل شخصيةَ الأب في الكتَاب والمسلسل التلفزيوني.

## السيرة الذاتية
كان إنغلز الثاني من ضمن تسعةِ أشقاءَ. نشأ محبًّا للموسيقى والقراءَة، عمل بالزراعة والنجارة. وفي 1 فبراير عام 1860، تزوج إنغلز من جارته حسنة الخُلُق كارولين إنغلز، وأنجبا خمسَة أبناء، هم: ماري، لورا، كارولين «كاري»، تشارلز فريدريك وجريس.
طوال حياته، لم يستقر إنغلز في مكان واحد، بل أحب التنقل والترحَال ولم يستهوِه العيشُ وسط جمع غفيرٍ من النَّاس. تنقلَ إنغلز مع أسرته من وينسكون إلى كنساس ثم وينسكون ثانيةً ثم مينيسوتا، ثم لاحت له فرصَة عمل في داكوتا فغادر إليها؛ إذ عانَت أسرته من شظَف العَيش في مينيسوتا. وافقت كارولين على المغادرة بعد أن وعدها أن يكون هذا آخر انتقال لهما. كانت كارولين متعبة من كثرة الترحال، كما خشيت ألا يتلَقى أبناؤُها تعليمًا جيدًا لعدم استقرارهم في مكان واحد.
وافقت إنغلز فاستقرت عائلتها في دي سيميت جنوبَ داكوتا. عمل تشارلز هناكَ بالزراعة، ثم قام ببيعِ أرضِه وبناءِ منزل لأسرَته، وشغل وظائفَ عديدةً في القضاء وتجَارة التَّجزئة.
توفي تشارلز عن عمر يبلغُ 66 عامًا في 8 يونيو 1902 إثرَ مرَض في القلب.
كان تشارلز عضوًا نشطًا في كنيسة الأبرشانيون، كان ماسونيًّا وأقيمت الشعائر الماسونية في جنازته.

## في الإعلام
أدى دوره عدة ممثلُون في عدَّة أعمال، مثل: مايكل لاندون، ماثيو لابورتو، ريكارد توماس وستيف بلانكارد.

## معرض صور

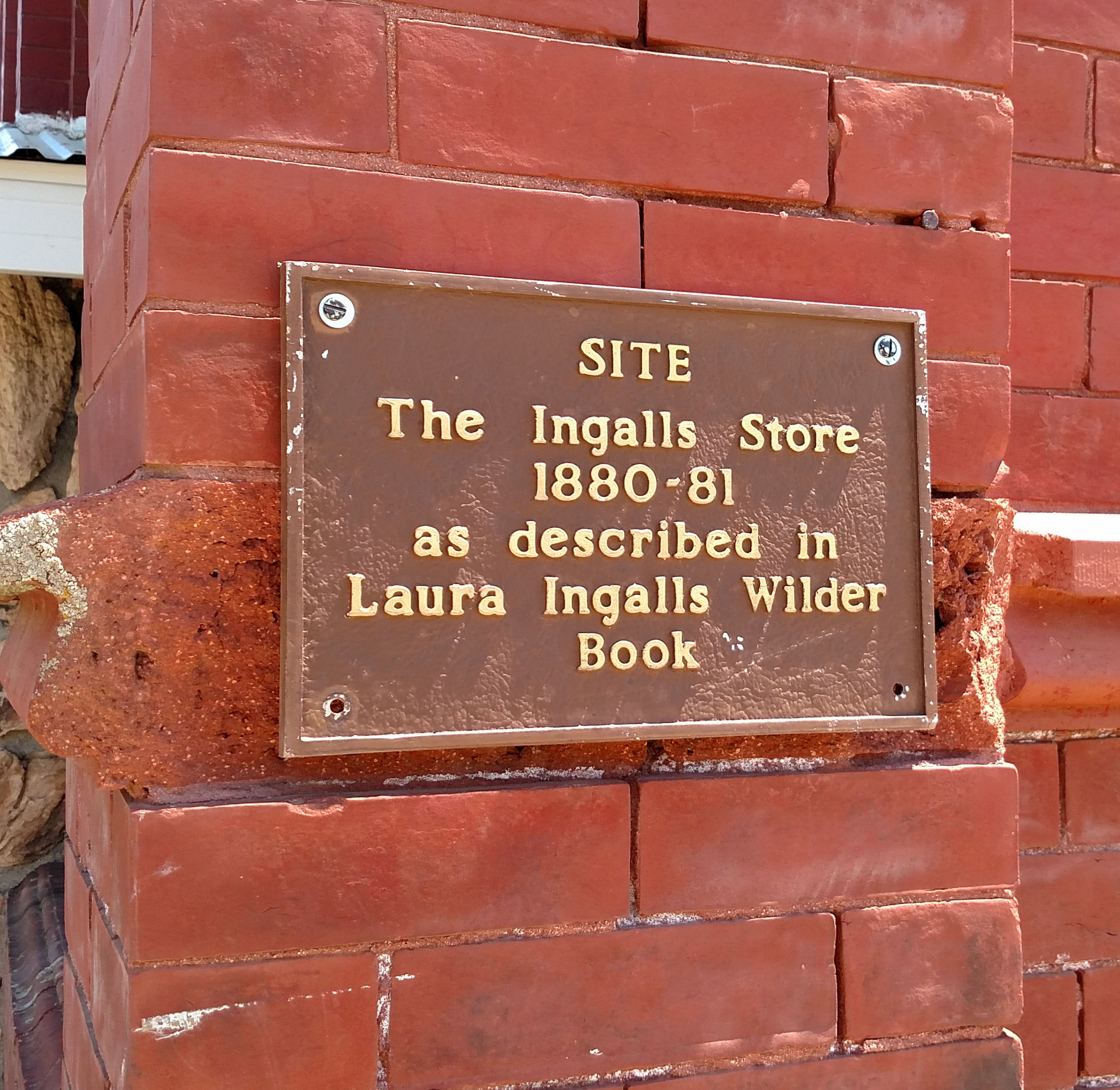
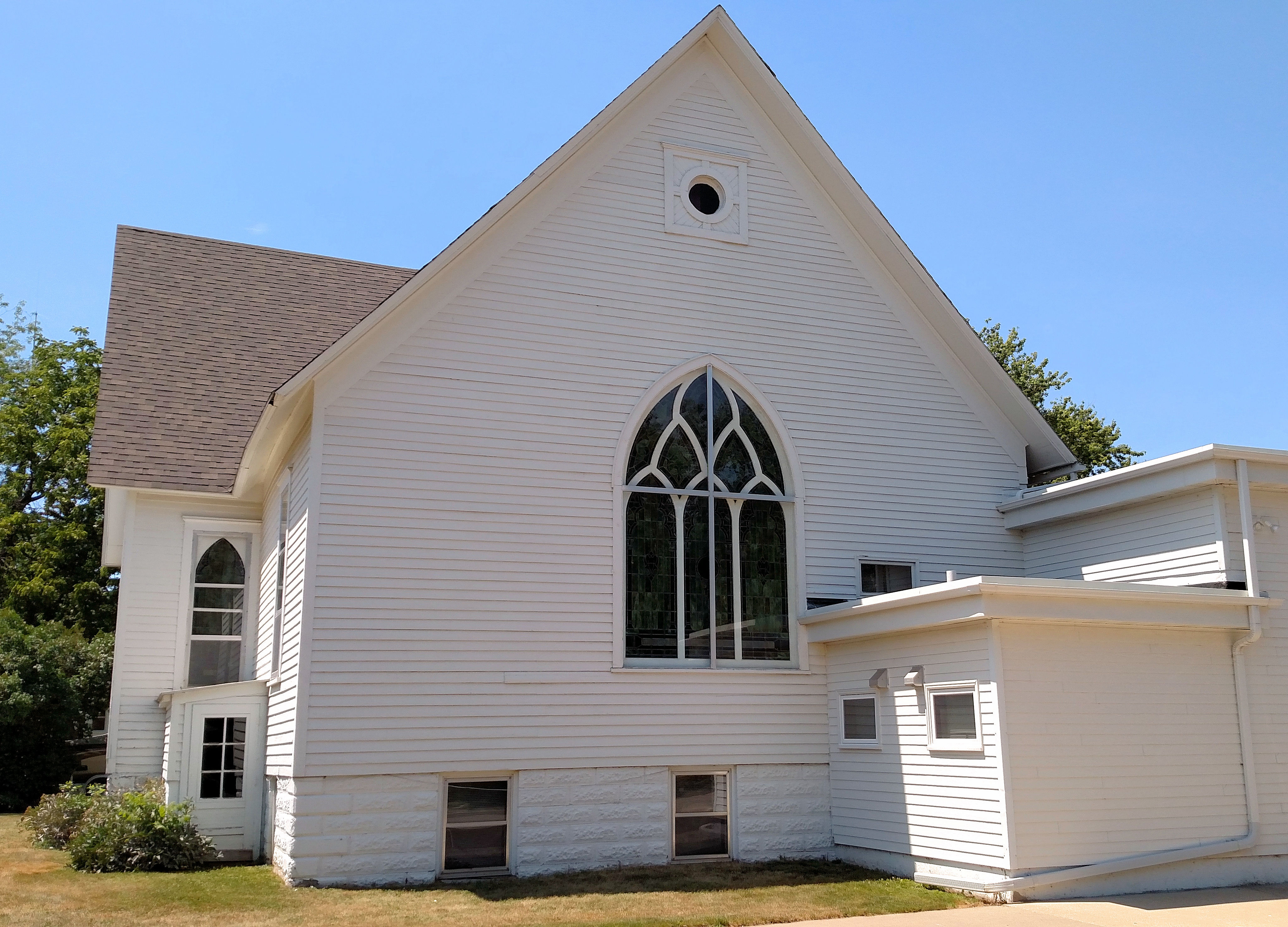
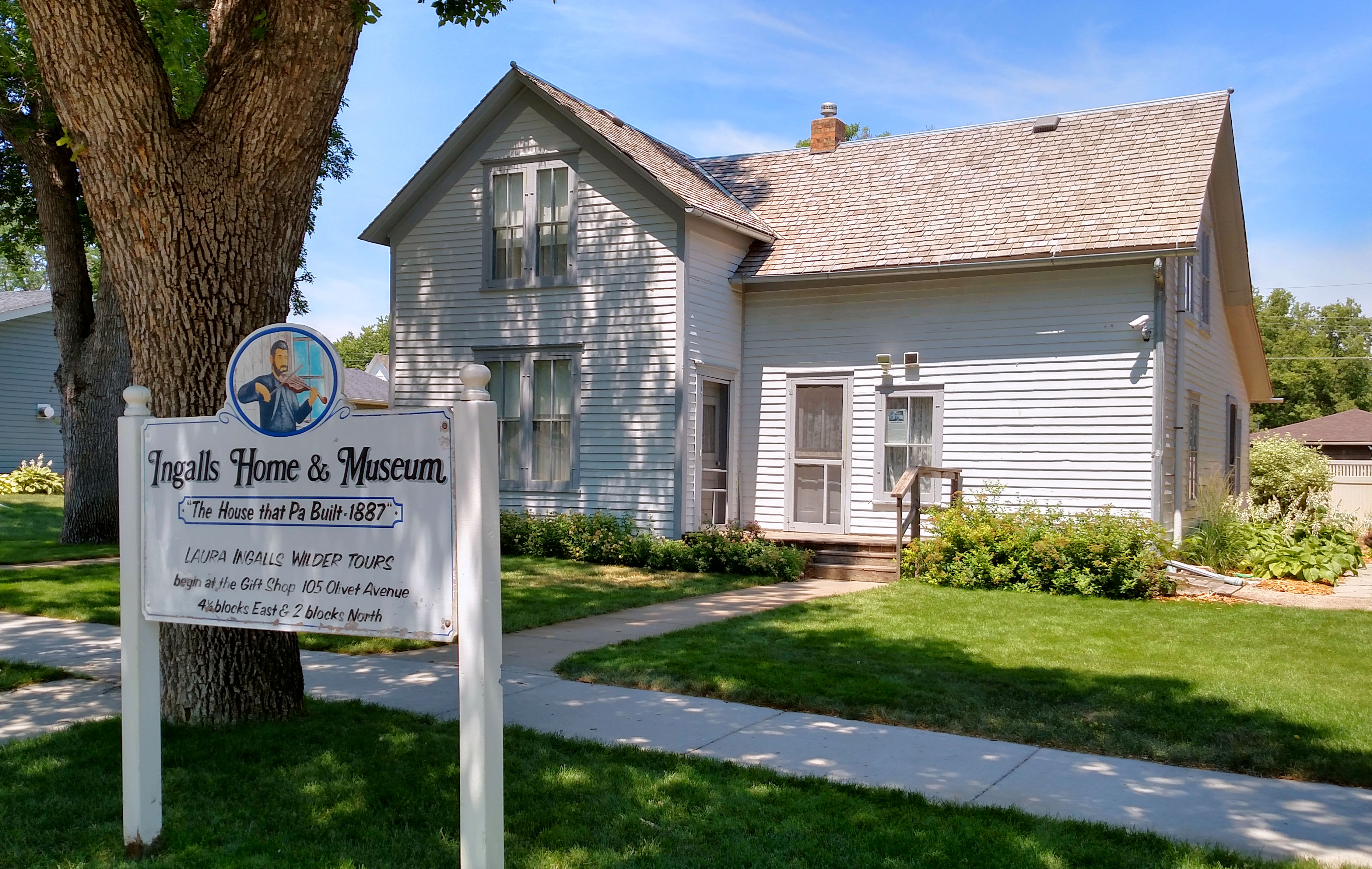
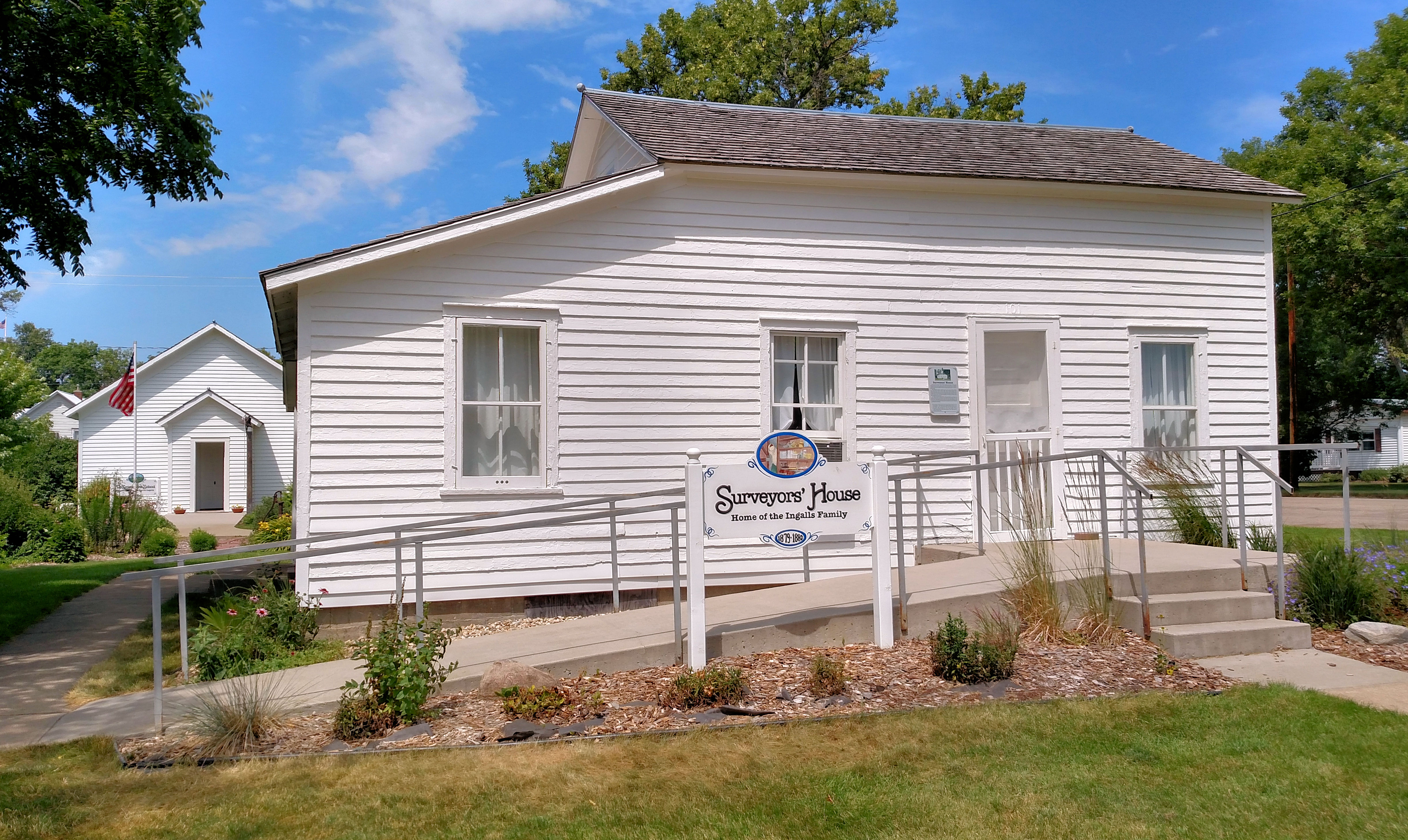

## روابط خارجية
- Image of Charles Ingalls homestead land grant
- Charles Phillip Ingalls على موقع فايند أغريف